# Afyonspor
Afyonspor, met stamnummer 015304, is een Turkse voetbalclub uit Afyonkarahisar. Het Yeni Şehir stadion is de thuishaven van de Egeïsche club, dat plaats biedt aan 15.500 toeschouwers. Afyonspor komt uit in de  Spor Toto 2. Lig.

Afyonkarahisar ligt in de Egeïsche Zee-regio.

## Geschiedenis
Afjet Afyonspor zag in 2013 het levenslicht, nadat Sahibataspor werd overgenomen. Die naam verwees naar Sahib Ata Fahrettin Ali, vizier van de Sultanaat van Rûm, een afsplitsing van het rijk van de Seltsjoeken. Hij stichtte het vorstendom Sâhib Ataoğulları, die gebieden rondom het huidige Afyonkarahisar omvatte. De clubkleuren zijn paars, wat een verwijzing is naar de klaproos die veelvuldig in de regio voorkomt, en wit. Afyonspor werd in het seizoen 2016-17 kampioen in Groep III van de Spor Toto 3. Lig, waarmee promotie naar de Spor Toto 2. Lig werd afgedwongen.

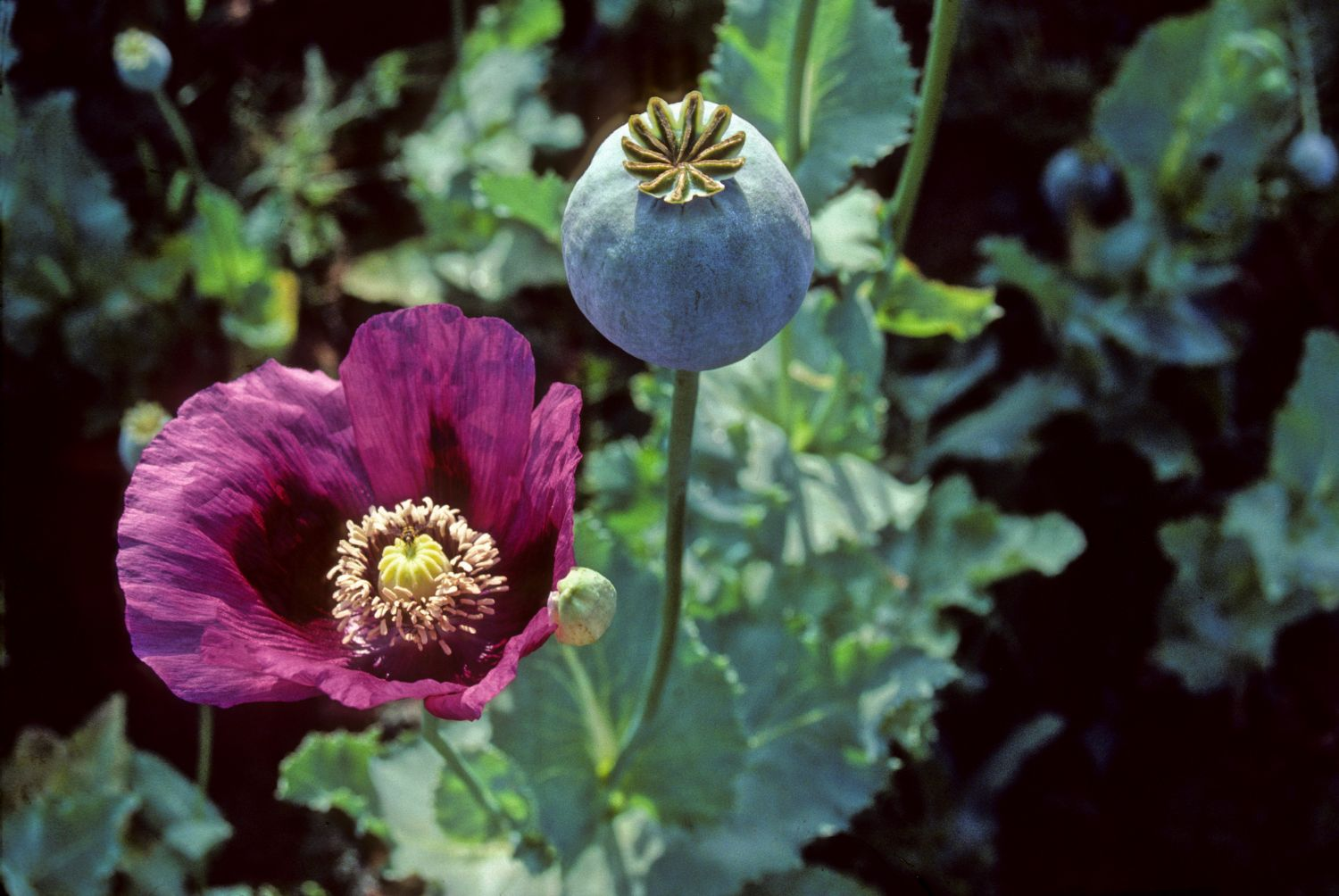
De paarse klaproos waar de club zijn clubkleuren aan dankt

## Supportersgroep
De supportersgroep van de club heet Af Yok.

## Competitieresultaten
- Spor Toto 1. Lig

2018-2019
- TFF 2. Lig

2017-2018, 2019-
- TFF 3. Lig

2016-2017
- Bölgesel Amatör Lig

2014-2016
- Amateurs

2013-2014

## Erelijst
- TFF 3. Lig

Kampioen (1) : 2016-2017
- Bölgesel Amatör Lig

Kampioen (1) : 2015-2016

## Bekende (ex-)spelers
- Mırlan Murzaev